# Tårnet (film)
|  | Denne artikel er oprettet af botten Steenthbot ud fra en ekstern database. Den kan derfor have sproglige fejl eller mangler. Denne skabelon kan fjernes efter kontrol af indholdet. |

Tårnet er en dansk kortfilm fra 1972 instrueret af Ole Askman og efter manuskript af Bent Lorentzen.

## Handling
En filmopera, hvor billedside, sang og musik går op i en højere enhed, i en lille fortættet "suspense story".

## Medvirkende
- Lene Tiemroth